# Міранда (супутник)
Міра́нда (англ. Miranda), також Уран V — найближчий і найменший серед п'яти великих супутників Урана. Відкрита 1948 року Джерардом Койпером і названа на честь Міранди з п'єси Шекспіра «Буря». Супутник сфотографовано з близької відстані лише одного разу, під час прольоту космічного апарата «Вояджер-2» через систему Урана в січні 1986 року. З усіх супутників Урана Міранду було найкраще вивчено завдяки тому, що вона опинилася найближче до траєкторії «Вояджера-2». Однак дослідити вдалося лише південну півкулю, бо північна перебувала в тіні.
Поверхня супутника, ймовірно, складається з водяного льоду, змішаного з силікатами та карбонатами, а також аміаку. Як й інші супутники Урана, Міранда має сезонні цикли, які пов'язані з її обертанням навколо Урана. Швидше за все, Міранда сформувалася з туманності або акреційного диска навколо Урана, який або існував з часів формування планети, або утворився внаслідок катастрофічного зіткнення, яке, ймовірно, й надало Урану дуже великий нахил осі обертання. Нахил орбіти супутника до екватора Урана невеликий: 4,338°. На поверхні супутника можна спостерігати просторі горбисті рівнини, всіяні кратерами й посічені мережею борозен та каньйонів. На поверхні видно три своєрідні ділянки розміром понад 200 км — так звані вінці. Ці утворення, так само як і незвичайний нахил орбіти Міранди, можуть бути результатом складної геологічної історії. На Міранді могли діяти припливні сили, механізми орбітальних резонансів, процес гравітаційної диференціації, конвекційні рухи, розширення речовини надр і непостійний кріовулканізм.

## Відкриття та найменування

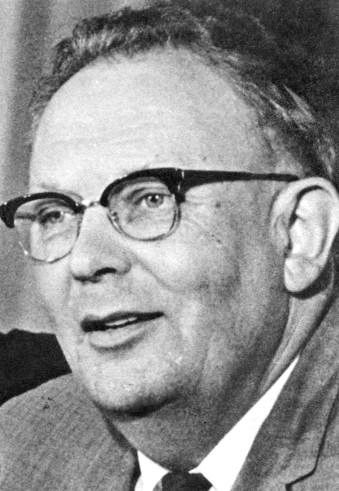
Джерард Койпер у 1963 році

Міранда була відкрита 16 лютого 1948 року нідерландським та американським (з 1933 року) астрономом Джерардом Койпером в обсерваторії Макдональд у Техасі через 97 років після відкриття Титанії та Оберона. Метою Койпера було отримання точних даних про відносні величини чотирьох відомих до того часу супутників Урана: Аріеля, Умбріеля, Титанії та Оберона.
За пропозицією сина першовідкривача супутників Урана Джона Гершеля всі супутники Урана називають на честь персонажів творів Вільяма Шекспіра та Олександра Поупа. Міранда отримала назву на честь персонажа п'єси Вільяма Шекспіра «Буря» — Міранди, дочки Просперо. Відповідно, деталі поверхні супутника називають на честь персонажів творів Шекспіра або згаданих там географічних об'єктів.

## Орбіта

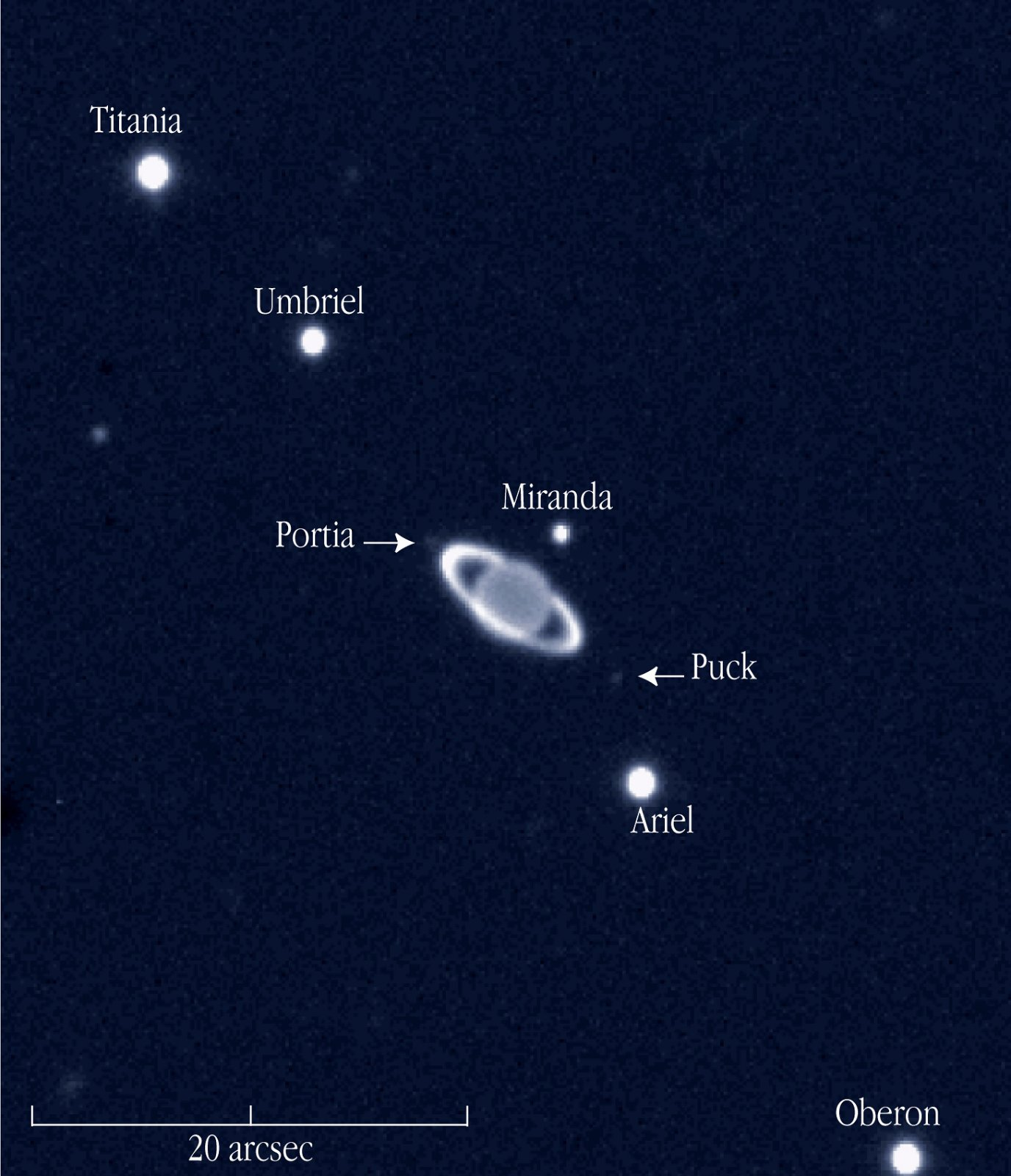
Уран, Міранда та інші його супутники на інфрачервоному знімку обсерваторії Паранал

Міранда — найближчий до Урана великий супутник. Її орбіта лежить на відстані близько 129 900 км від Урана і нахилена до площини його екватора на 4,2° (що набагато більше, ніж у решти великих супутників Урана). Як і екватор планети, вона лежить не в площині орбіти Урана, а майже перпендикулярно до неї. Ексцентриситет орбіти становить 0,0013, тобто орбіта Міранди практично колова. Такі параметри орбіти, ймовірно, пов'язані з тим, що в Міранди могли бути орбітальні резонанси з іншими супутниками. Наприклад, орбітальний резонанс 3:1 з Умбріелем і, ймовірно, орбітальний резонанс 5:3 з Аріелем. Можливо, саме через орбітальний резонанс з Умбріелем збільшився ексцентриситет орбіти Міранди, сприяючи внутрішньому розігріванню й геологічній активності цього супутника. У той же час орбіта Умбріеля змінилась менше. Через невелике сплющення і малий розмір Урана його супутники можуть легко вийти зі слабкого (порівняно з Сатурном або Юпітером) резонансу руху. Прикладом тому слугує Міранда, яка ухилилася від резонансу (імовірно через механізм, який і привів її орбіту до аномально високого нахилу).
Орбітальний період становить 1,41347925 земних діб, збігається з періодом обертання навколо власної осі, і супутник завжди повернутий до Урана одним боком. Орбіта Міранди повністю лежить у магнітосфері Урана. Завдяки цьому вся півкуля безповітряного супутника, що розташована з боку, спрямованого проти руху супутника по орбіті, постійного бомбардується магнітосферною плазмою, що обертається разом із планетою. Таке бомбардування може призвести до потемніння поверхні півкулі, що й спостерігається на всіх супутниках Урана, крім Оберона. «Вояджер-2» при наближенні до супутника зареєстрував помітне зменшення концентрації іонів магнітосфери Урана.
Оскільки Уран обертається навколо Сонця майже на боці, він і його супутники, що розташовані в екваторіальній площині планети, мають сезонні цикли. Полюс Міранди (північний або південний) протягом 42 років поступово переходить із повної темряви до безперервного дня під час сонцестояння, коли Сонце протягом кількох років перебуває майже в зеніті. Протягом наступних 42 років полюси міняються місцями. Проліт «Вояджера-2» у січні 1986 року збігся з літнім сонцестоянням у південній півкулі Міранди, тоді як у північній півкулі була суцільна ніч.
Кожні 42 роки у системі Урана настає рівнодення і з Землі можна спостерігати взаємні покриття його супутників. Кілька таких подій спостерігалося в 2006—2007 роках, зокрема покриття Аріеля Мірандою 15 липня 2006 року о 00:08 UT та покриття Умбріеля Мірандою 6 липня 2007 о 1:43 UT.

## Склад та внутрішня структура

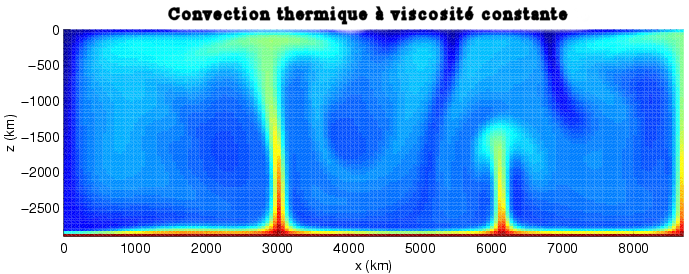
Конвекційні рухи в середовищі з постійною в'язкостю

Форма небесних тіл залежить від їхнього розміру: великі тіла є кулястими, а малі мають неправильну форму. Межа між ними проходить поблизу значення діаметра 400 км. Міранда, маючи розмір близько 470 км, перебуває на межі між малими й великими супутниками, і її форма суттєво відрізняється від кулястої. Вона має найменшу густину серед великих супутників Урана: 1,15 ± 0,15 г/см3. Це близько до густини водяного льоду. Спостереження поверхні в інфрачервоному діапазоні дозволили виявити на ній водяний лід, змішаний із силікатами й карбонатами. За допомогою таких спостережень поверхні було виявлено аміак (NH3) у кількості 3 %. На основі отриманих «Вояджером-2» даних вважають, що частка силікатних порід лежить у межах від 20 % до 40 % маси супутника.
За однією з гіпотез Міранда поділяється на силікатне ядро та мантію, яка складається з водяного льоду. Товщина мантії становить 135 км, а ядро має радіус близько 100 км. За такої будови відведення внутрішнього тепла супутника відбувається шляхом теплопроводності. Проте вінці на поверхні супутника можуть свідчити про конвекційні рухи на поверхні. За однією з гіпотез, лід на Міранді є клатратом з пористої замороженої суміші метану й водного льоду. Окрім метану, водні клатрати можуть захоплювати оксид вуглецю й інші молекули, згодом утворюючи речовину з добрими теплоізоляційними властивостями, внаслідок чого теплопровідність клатратів становитиме лише від 2 до 10 % теплопроводності звичайного льоду. Ці клатрати можуть утримувати теплову енергію, яка вивільняється під час розпаду радіоактивних елементів у надрах супутника і за такої будови потрібно було б близько 100 млн років для нагрівання льоду до 100 °C. Теплова енергія також поширювалася усередину супутника, що могло призвести до розширення ядра на 1 % і до утворення тріщин на поверхні. Крім того, теплова енергія, що передається з надр супутника на його поверхню унаслідок теплопровідності, також пояснювала б часткове диференціювання поверхні.

## Поверхня
Поверхня Міранди примітна неочікуваною для такого маленького небесного тіла різноманітністю геологічних структур. Вони включають розломи, долини, кратери, хребти, лощини й урвища.
Цей супутник за розмірами подібний до Енцелада. Деякі ділянки старі й невиразні; на них видно численні ударні кратери. Це пояснюється невеликим розміром і, як наслідок, геологічною інертністю тіла. Інші регіони вкрито прямокутними або яйцеподібними смугами; вони містять складні переплетення хребтів і уступів та безліч паралельних променів, утворених світлою й темною речовиною. Супутник, швидше за все, складається з водяного льоду, силікатних порід і, можливо, деякої кількості органічних сполук, більш-менш глибоко розташованих в надрах. 
В 2024 році вчені з Лабораторії прикладної фізики ім. Джона Гопкінса (APL) виявили, що Міранда може приховувати підповерхневий океан, що в свою чергу, створює потенційну можливість для існування позаземних форм життя. Для дослідження використовувалися комп’ютерні моделі для аналізу геологічних структур Міранди. Модель, яка найкраще відповідала поверхні супутника, свідчить про те, що Міранда від 100 до 500 млн років тому могла мати величезний океан під своєю поверхнею. Це також вказує на те, що крижані шари на поверхні Міранди, ймовірно, становлять 30 км завтовшки, а океан може сягати глибини — до 100 км.
| Назва            | Тип              | Довжина (діаметр), км | Широта (°) | Довгота (°) | Походження назви                                                        |
| ---------------- | ---------------- | --------------------- | ---------- | ----------- | ----------------------------------------------------------------------- |
| Регіон Мантуя    | Регіон (область) | 399                   | −39,6      | 180,2       | Регіон Італії, який згадано у творі «Два веронці»                       |
| Регіон Ефес      | Регіон (область) | 225                   | −15        | 250         | Місто, де жили близнята з твору «Комедія помилок» (сучасна Туреччина)   |
| Регіон Сицилія   | Регіон (область) | 174                   | −30        | 317,2       | Регіон в Італії з твору «Зимова казка»                                  |
| Регіон Дунсінан  | Регіон (область) | 244                   | −31,5      | 11,9        | Пагорб, згаданий у п'єсі «Макбет»                                       |
| Вінець Арден     | Вінець           | 318                   | −29,1      | 73,7        | Арденський ліс, де розгортаються події у творі «Як вам це сподобається» |
| Вінець Ельсінор  | Вінець           | 323                   | −24,8      | 257,1       | Гельсінгер, місце дії п'єси «Гамлет»                                    |
| Вінець Інвернесс | Вінець           | 234                   | −66,9      | 325,7       | Замок із твору «Макбет»                                                 |
| Уступ Алжир      | Уступ            | 141                   | −43,2      | 322,8       | Регіон Франції, у якому відбувається дії п'єси «Буря»                   |
| Уступ Верона     | Уступ            | 116                   | −18,3      | 347,8       | Регіон Італії, де розгортаються сюжет твору «Ромео і Джульєтта»         |
| Борозна Неаполь  | Борозна          | 260                   | 32         | 260         | Місто, у якому відбувається дії п'єси «Буря»                            |
| Борозна Сіракузи | Борозна          | 40                    | 15         | 293         | Регіон Італії, де розгортається сюжет твору «Комедія помилок»           |
| Алонсо           | Кратер           | 25                    | −44        | 352,6       | Король Неаполя з твору «Буря»                                           |
| Фердинанд        | Кратер           | 17                    | −34,8      | 202,1       | Син короля Неаполя з твору «Буря»                                       |
| Франциско        | Кратер           | 14                    | −73,2      | 236         | Придворний з твору «Буря»                                               |
| Гонзало          | Кратер           | 11                    | −11,4      | 77          | Радник короля Неаполя з твору «Буря»                                    |
| Просперо         | Кратер           | 21                    | −32,9      | 329,9       | Законий герцог Міланський з твору «Буря»                                |
| Стефано          | Кратер           | 16                    | −41,1      | 234,1       | Дворецький з твору «Буря»                                               |
| Тринкуло         | Кратер           | 11                    | −63,7      | 163,4       | Блазень із твору «Буря»                                                 |

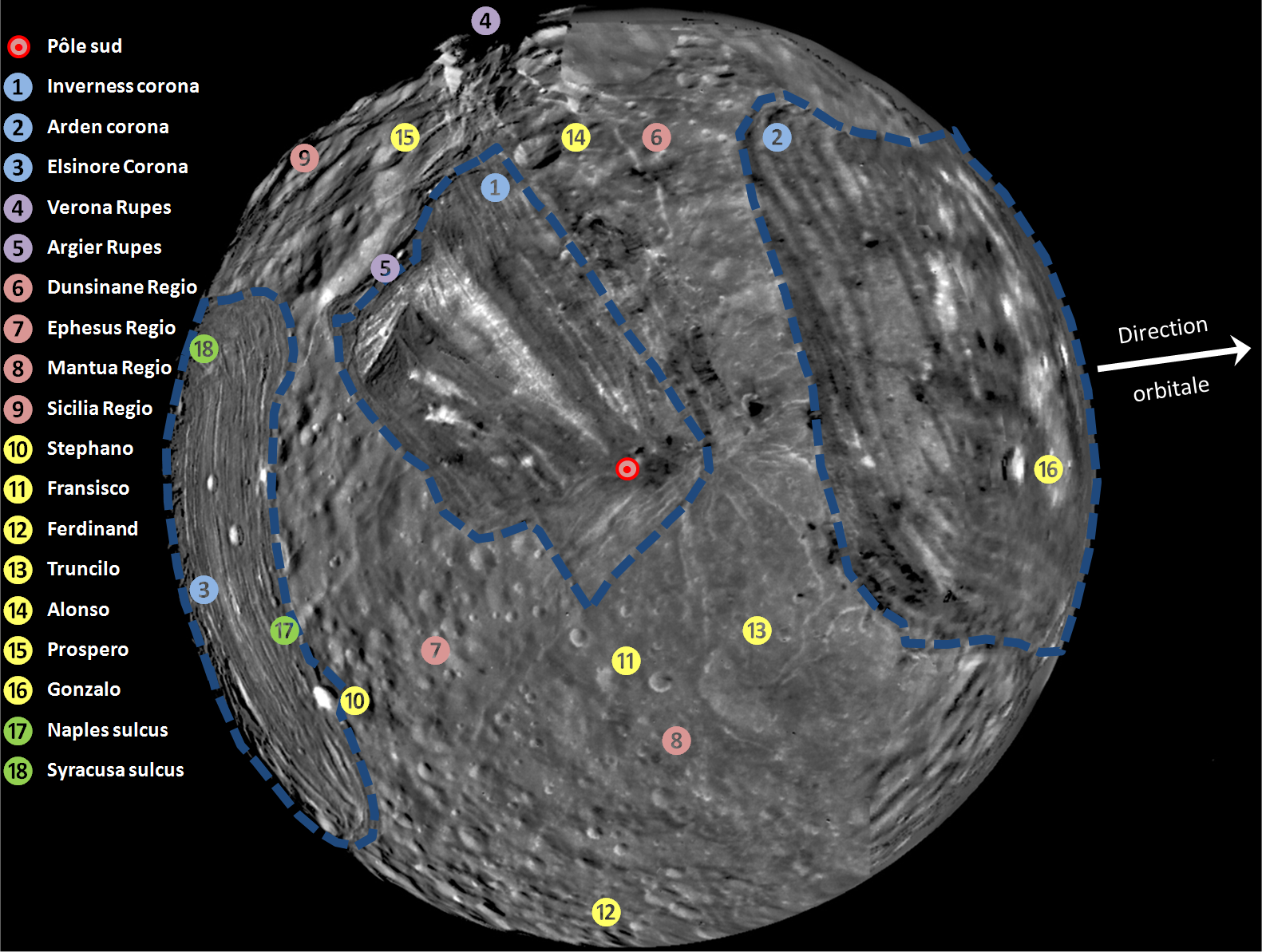
Карта Міранди

Різнорідність поверхні супутника призвела до припущення, що вона впродовж своєї історії перебудовувалася до 5 разів. На зображеннях Міранди видно структуру у вигляді латинської букви «V», поруч розташовуються гірські хребти і долини, старі кратеровані та молоді гладкі області, каньйони в тіні завглибшки до 20 км. Трохи нижче центру лежить великий кратер Алонсо завглибшки 24 км.
Для пояснення незвичайного вигляду Міранди висунуто декілька гіпотез. За однією з них супутник був розколотий у результаті зіткнення з великим небесним тілом, але потім шматки знову з'єдналися. Проте залишається незрозумілим, чому збереглися ударні кратери на інших частинах поверхні. Інша гіпотеза припускає, що мало місце нерівномірне розігрівання надр Міранди.

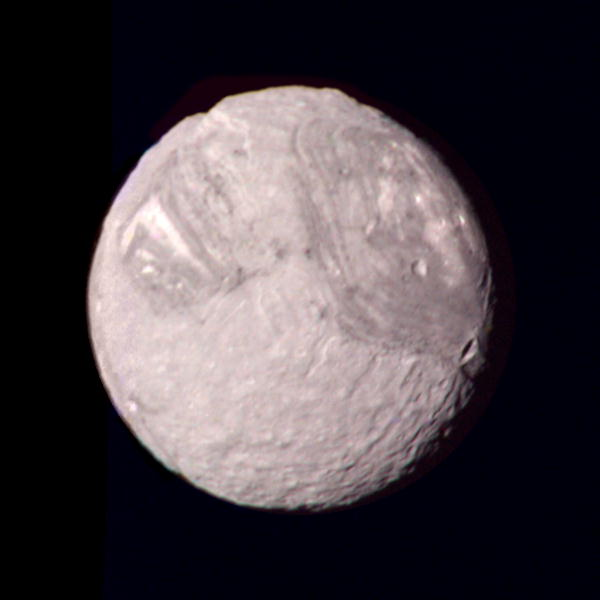
Міранда у натуральному кольорі

### Регіони
Регіонам, сфотографованим «Вояджером-2», дали назви: Регіон Мантуя, Регіон Ефес, Регіон Сицилія і Регіон Дунсінан. Вони є областями, які характеризуються чергуванням горбистої поверхні та рівнин з більш-менш вираженими давніми ударними кратерами. Для давніх регіонів також характерні розломи. Більшість схилів розломів сформувались тоді ж, коли й ці старі регіони. Але припускають, що деякі сформувались зовсім недавно. Ймовірно, вони були утворені від вінців. Поряд із розломами спостерігаються грабени, що свідчить про наявність у минулому тектонічної активності. Поверхня регіонів практично однорідно темна, окрім схилів кратерів, де вона світліша.

### Вінці

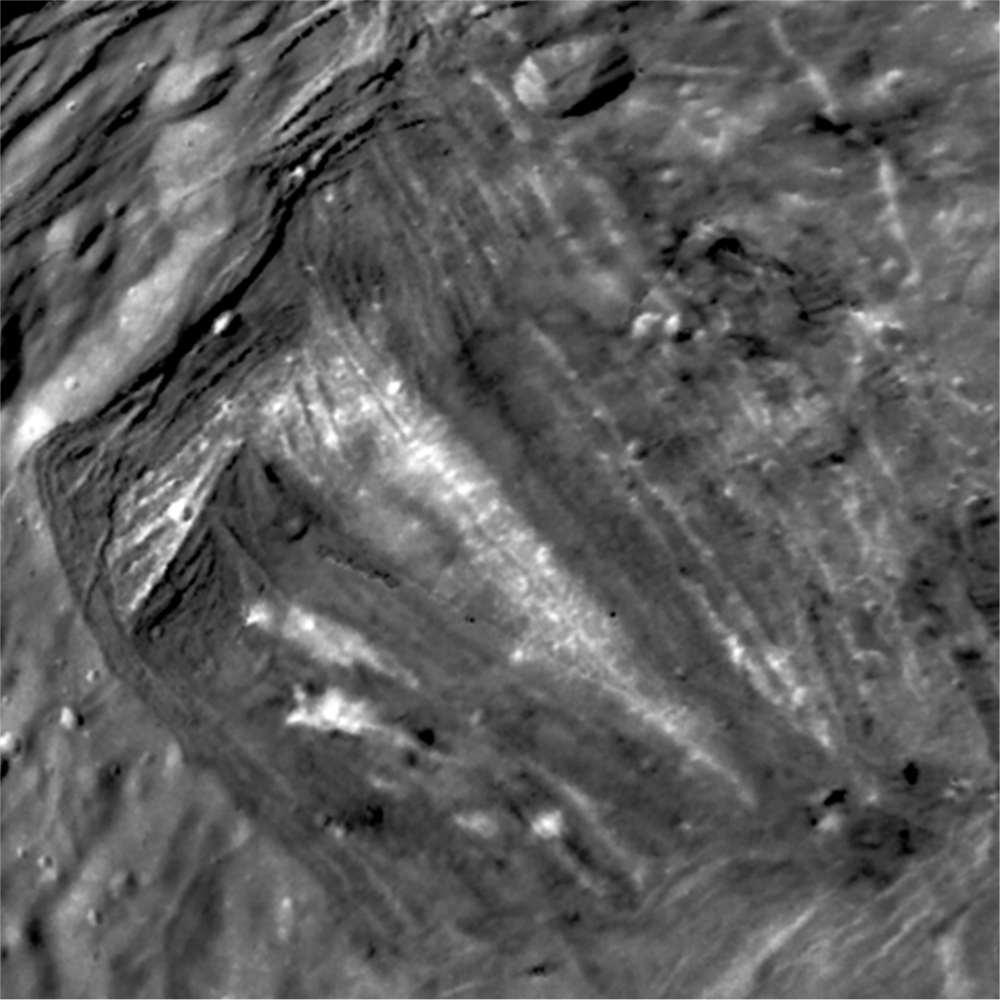
Вінець Інвернесс характеризується білою плямою, розташованою в її центрі. Кратер Алонсо розташований у правому верхньому куті, а уступ Алжир — у верхньому лівому

Міранда є одним з небагатьох супутників Сонячної системи, що має вінці. Наразі за допомогою «Вояджера-2» було виявлено три вінці: вінець Арден (розташована у півкулі, оберненій у напрямку руху супутника орбітою), вінець Ельсінор (розташована у півкулі, що спрямована у протилежний бік до напрямку руху супутника орбітою) і вінець Інвернесс (розташована на південному полюсі). Найпомітніші перепади альбедо мають вінець Арден та вінець Івернесс.

#### Вінець Інвернесс
Вінець Інвернесс — це трапецієподібна ділянка площею близько 200 км². Вона розташована поблизу південного полюса. Зовнішня межа вінця, так само як і внутрішня структура гребенів і смуг із контрастним альбедо, утворює багатокутник. З трьох боків (півдня, сходу і півночі) вінець обмежений складною системою розломів. Межа західної частини менш мітка, але теж може бути результатом тектонічної активності. Усередині вінця більшу частину поверхні вкривають паралельні борозни, розділені відстанню декілька кілометрів. Мала кількість ударних кратерів дозволяє вважати Інвернесс наймолодшою з трьох вінців, виявлених на Міранді.

#### Вінець Арден

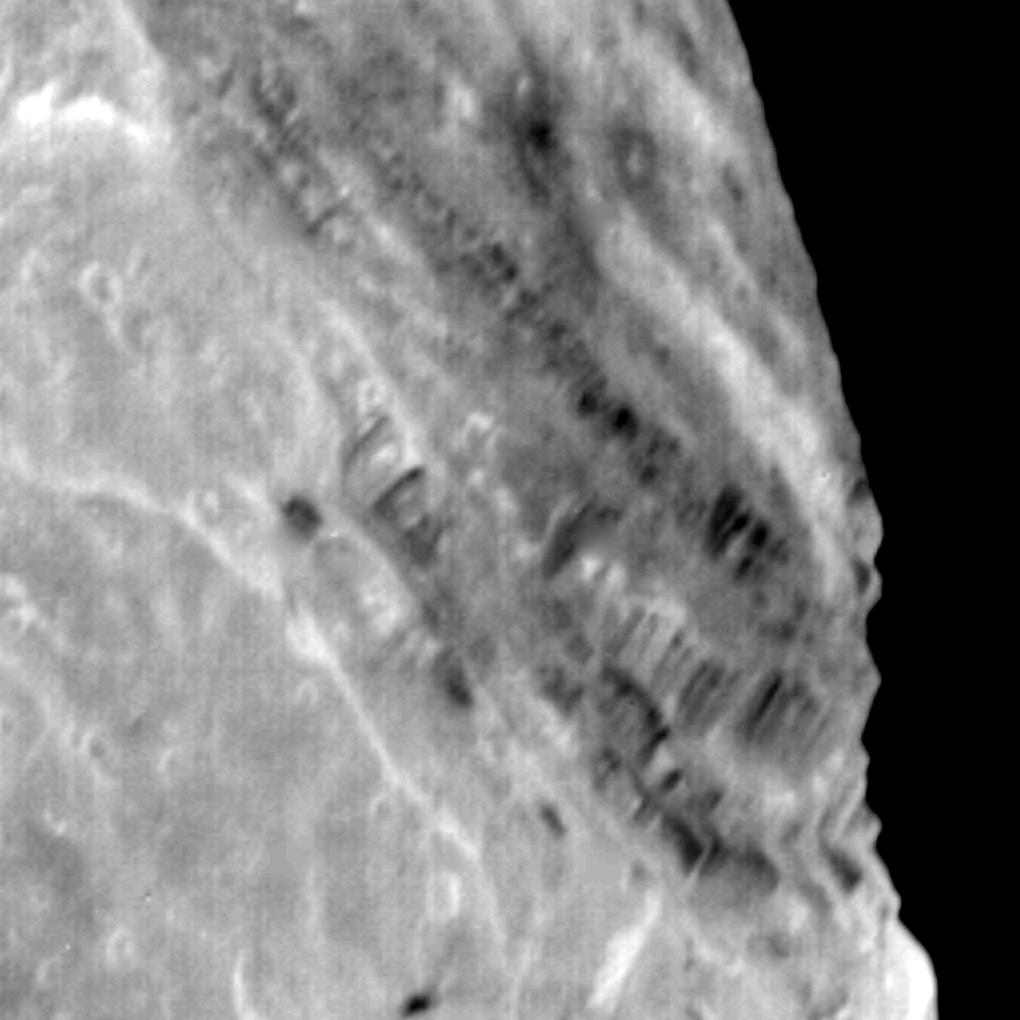
Розломи, височини і інші особливості вінця Арден

Внець Арден розташований у тій півкулі Міранди, що спрямована у бік руху супутника орбітою, і тягнеться на 300 км зі сходу на захід. Розміри Ардена з півночі на південь невідома тому, що під час фотографування її «Вояджером-2» північна півкуля перебувала за термінатором (була занурена у темряву). Зовнішня частина цього вінця утворена темними паралельними смугами, які облямовують світліший гладенький скошений прямокутник (щонайменше 100 км завширшки), розташований у центрі вінця. У цілому виходять своєрідні «яйцеподібні» лінії.
У внутрішній частині пояса Арден зустрічаються різні форми. Топографія внутрішньої ділянки рівномірна. Поверхню утворено світлими розсипами на здебільшого темному тлі. Стратиграфічні співвідношення темної та світлої поверхонь неможливо визначити через малу роздільну здатність фото «Вояджера-2». Область за межами вінця Арден характеризується концентричними світлими та темними смугами, які простягаються від західної частини вінця, де вони перетинаються з кратерованою поверхнею (близько 40° довготи), до східної сторони, де вони виходять за рамки відзнятої поверхні у північній півкулі (близько 110° довготи). Вінець Арден сформувалася до вінця Інвернесс та приблизно одночасно з вінцем Ельсінор.

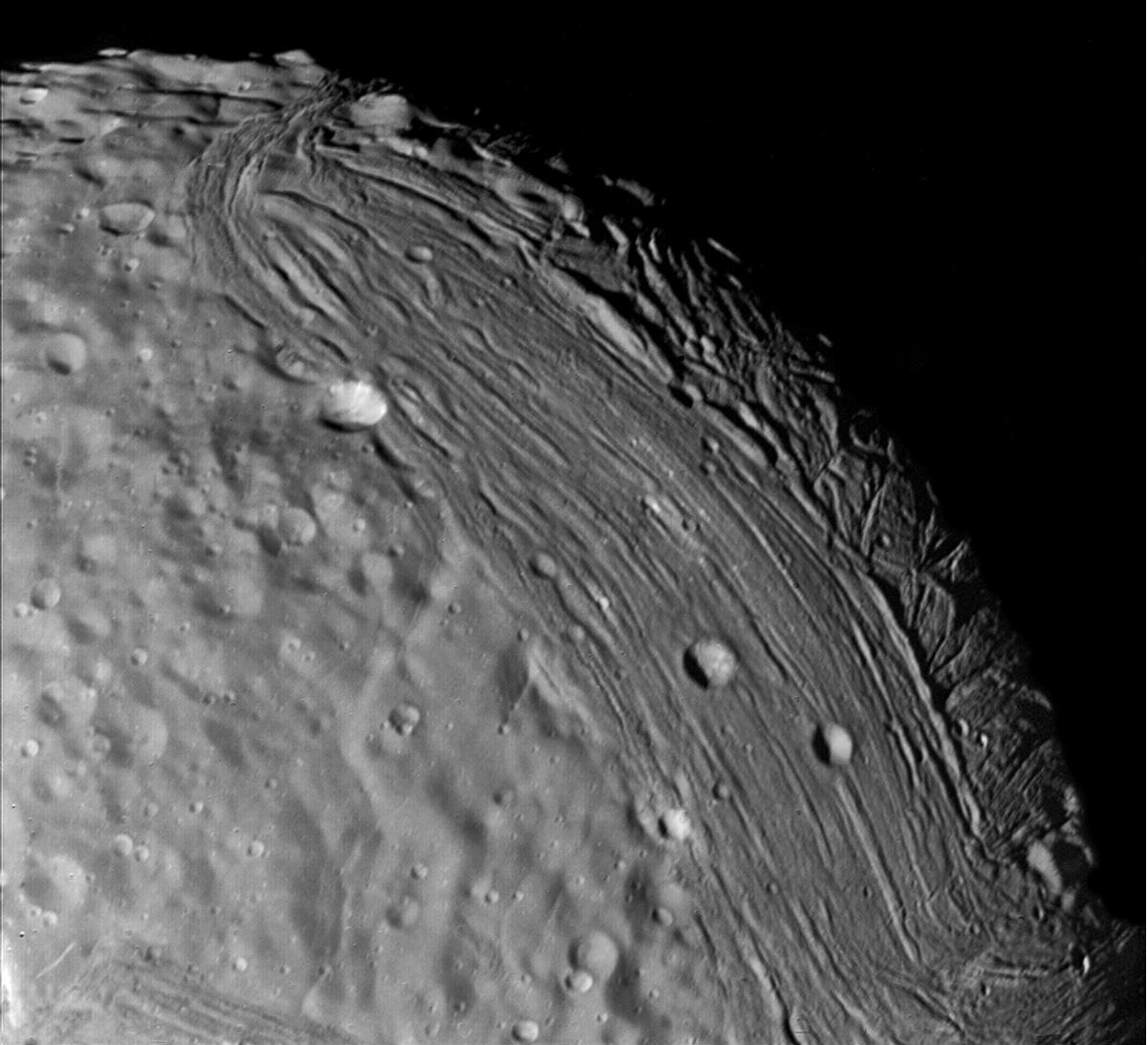
Вінець Ельсінор зблизька праворуч, правіше від неї розташований регіон Ефес

#### Вінець Ельсінор
Вінець Ельсінор — третій вінець, якого можна побачити на Міранді. Розташована на півкулі, що спрямована у протилежний бік до руху супутника орбітою, і на детальних знімках «Вояджера» лежить уздовж термінатора. За розмірами й внутрішньою структурою вона схожа на вінець Арден. В обох вінцях є зовнішній пояс близько 100 км завширшки, який розташовується навколо центра. Топографія внутрішньої частини Ельсінору складається зі складних наборів улоговин та підвищень, які обриваються на зовнішньому поясі, що характеризується майже концентричними лінійними хребтами. Улоговини містять невеликі сегменти горбистої місцевості й кратерів. На вінці Ельсінор також наявні сегменти стрічкових утворень, названих «борознами» (Sulcus). Вони майже такі як на Ганімеді, супутнику Юпітера.

### Уступи

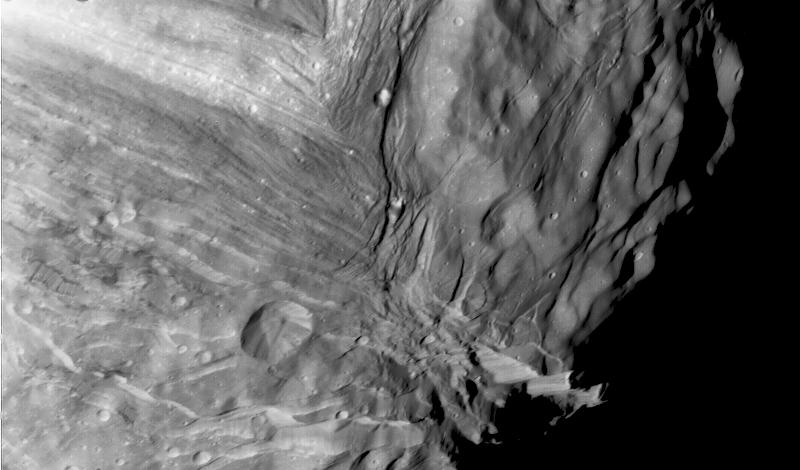
Ділянка поверхні Міранди, на якій видно уступ Верону (справа знизу). Фотографію зроблено з апарата «Вояджер-2» 24 січня 1986 року.

На поверхні Міранди виявлено уступи. Серед них є як старші за вінці, так і молодші за них.
Найбільшим уступом супутника є уступ Верона. Це край широкого каньйону (складного грабену), який на знімках «Вояджера» тягнеться від вінця Інвернесс за термінатор і горизонт Уступ Верона являє собою світлу кручу висотою, за різними оцінками, від 5 до 20 км. Це надзвичайно багато, якщо враховувати розміри Міранди. Цілком ймовірно, що уступ продовжується в північну півкулю за термінатор. Інший найменований уступ Міранди — уступ Алжир, що тягнеться вздовж північно-західного краю вінця Інвернесс.

### Ударні кратери
Вік поверхні твердих небесних тіл можна визначити за кількістю ударних кратерів — чим більше на ній накопичилося кратерів, тим вона старіша. Втім, це стосується лише тіл без атмосфери і ділянок, не змінених геологічною активністю та не настільки старих, щоб зазнати насичення кратерами.
Під час прольоту космічної станції «Вояджер-2» було вивчено лише кратери на південній півкулі супутника. Їх діаметри варіюються від 500 м до 50 км. Вигляд кратерів, як і на інших небесних тілах, дуже різноманітний. Деякі мають чіткі краї та ореоли викидів, а інші збережені настільки погано, що ледь помітні.
На Міранді не знайдено складних кратерів із центральними гірками або басейнів. Виявлені кратери — прості (їх западини мають форму півсфери) або перехідні з плоским дном. Залежності між розмірами і формою кратерів не спостерігається. Відомі прості кратери діаметром близько 15 км, і в той же час — перехідні кратери діаметром усього 2,5 км.
Викиди від ударів, що створили кратери, на Міранді спостерігалися лише навколо кратерів діаметром до 15 км. Викиди, що інколи оточують кратери діаметром менше 3 км, світліші за навколишній матеріал, а у кратерів діаметром від 3 до 15 км — зазвичай темніші. Також зустрічаються кратери різного діаметра, альбедо викидів яких таке саме, як у навколишньої поверхні.

## Походження та еволюція
Для пояснення формування й еволюції Міранди запропоновано декілька теорій. Згідно з одним із варіантів, вона сформувалася з газопилової туманності або акреційного диску довкола Урана. Цей диск або існував з часів формування планети, або утворився під час її зіткнення з іншим небесним тілом (можливо, це зіткнення й надало Урану дуже великий нахил осі обертання).
На цьому порівняно невеликому супутнику є деталі, вік яких напрочуд малий (у порівнянні з віком самої Міранди). Імовірно, вік наймолодших геологічних утворень Міранди складає всього лише декілька сотень мільйонів років. Моделювання термічної історії невеликих супутників (розміру Міранди) показує швидке охолодження й повну відсутність геологічної еволюції після акреції супутника з туманності. Геологічна активність протягом настільки довгого часу неможлива тільки за рахунок енергії від початкової акреції та енергії ділення радіоактівних елементів.
У Міранди порівняно молода (серед основних супутників Урана) поверхня. Це вказує на те, що вона недавно зазнала значних змін. Сучасний стан поверхні пояснюють складною геологічною історією, у якій були рідкісні поєднання різних астрономічних явищ. Серед цих явищ можуть бути припливні сили, явища орбітальних резонансів, процеси часткової диференціації або конвекції.
Незвичайна геологічна структура поверхні, яка складається з областей, що різко відрізняються одна від одної, може бути результатом катастрофічного зіткнення Міранди з іншим небесним тілом. При цьому вона була розбита на частини, а потім наново зібралася зі шматків під дією гравітації. Деякі дослідники припускають кілька етапів зіткнень і повторної акреції спутника. Ця гіпотеза стала менш імовірною 2011 року через появу даних на користь гіпотези, пов'язаної з дією припливних сил Урана. Ці сили могли витягнути і зняти поверхневу матерію на вінцях Інвернесс і Арден, створюючи круті розломи. Джерелом енергії для таких змін могла служити лише сила тяжіння Урана.
Зрештою, формування поверхні Міранди могло тривати більше 3 млрд років. Воно почалося приблизно 3,5 млрд років тому з появи сильно кратерованих районів і закінчилося близько ста мільйонів років тому утворенням вінців.
Явища орбітальних резонансів, більшою мірою з Умбріелем, ніж з Аріелем, значною мірою вплинули на ексцентриситет орбіти Міранди. Ці явища також причетні до внутрішнього розігріву й геологічної активності супутника. Їх спільний вплив спричинив конвекцію всередині Міранди й поклав початок диференціації її речовини. У той же час ці явища слабо змінили орбіти інших, масивніших, супутників. Поміж тим, перетворення поверхні Міранди видаються занадто значними, щоб бути результатом лише орбітального резонансу.
Після того, як Міранда вийшла з резонансу з Умбріелем, нахил її орбіти став аномально високим, а ексцентриситет зменшився. Згодом припливні сили змінили ексцентриситет і температуру в ядрі Міранди, завдяки чому її форма повернулася до сферичної, але при цьому вона зберегла незвичайні геологічні утворення, такі як уступ Верона. Ексцентриситет був джерелом припливних сил, і його зменшення призвело до загасання джерела енергії для геологічної активності Міранди. Без цієї енергії Міранда стала холодним інертним супутником.

## Дослідження

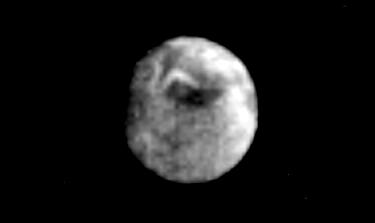
Знімок, отриманий «Вояджером-2» з відстані 1,38 млн км. На ньому можна розгледіти вінець Інвернесс

Дослідження Урана та його супутників космічним апаратом Вояджер-2

Міранда стала єдиним супутником Урана, знімки якого було отримано «Вояджером-2» у січні 1986 року з високою роздільною здатністю. «Вояджер-2» підійшов до цього супутника на відстань у 31 000 км. Це значно ближче, ніж для інших супутників Урана. Найкращі знімки Міранди мають роздільну здатність 300 м і охоплюють близько 40 % поверхні, проте лише 35 % знімків було зроблено з точністю, потрібною для геологічного картування й підрахунку кратерів[джерело?].
Під час польоту «Вояджера» південна півкуля Міранди була обернена до Сонця, а північна півкуля на той час була неосвітленою, тож не могла бути вивчена. Жоден інший космічний корабель ніколи не відвідував систему Урана (і Міранду зокрема).
У 2020-х роках, можливо, буде запущена дослідницька програма НАСА — Uranus orbiter and probe. До складу програми входитиме орбітальний апарат і атмосферний зонд. Крім того, група зі 168 учених представила Європейському космічному агентству програму-місію Uranus Pathfinder. У програмі описано подорож до зовнішньої частини Сонячної системи, кінцевою метою якої є планета Уран. Метою перелічених вище програм є уточнення знань про Уран і його супутники (зокрема, і про Міранду).
Американський науковець Карл Саган, що був учнем Койпера так відгукувався про дослідження Міранди:
|                                                          | Для мене є щось моторошне в зображенні темної Міранди, бо я можу пригадати, коли вона була лише тьмяною цяткою, яка маже губилася поряд з яснішим Ураном, який теж було відкрито важко, старанням й терпінням астронома. Усього-на-всього півжиття минуло — і невідомий об'єкт став і місцем, чиї давні й унікальні таємниці бодай частково, але розкриті. |
| — Карл Саган, Блакитна цятка. Космічне майбутнє людства. | |

## У культурі
Девід Нордлі присвятив Міранді фантастичне оповідання «У печерах Міранди», де розповідається про подорож супутником.